# Enduro da Independência
Tradicional prova de enduro de regularidade. Organizador: TCMG - Trail Club Minas Gerais.

## História
A história do Enduro da Independência começa em 1983 e a proposta era reconstituir de moto a viagem que Dom Pedro fez, na época do Império, do Rio de Janeiro (RJ) a Outro Preto (MG), então Vila Rica. Viagem esta que teve início em 25 de março de 1822 e terminou em 25 de abril do mesmo.
De acordo com dados históricos, a comitiva real levou 15 dias para chegar a Via Rica em função das várias paradas para homenagens e recepções em várias vilas e fazendas. Já o retorno foi mais rápido: cinco dias. Segundo os dados históricos, D. Pedro e comitiva utilizaram um caminho mais curto, sem passar por São João Del-Rei, atualmente conhecido por “Caminho Novo” e retratado nos mapas de Eduardo Canabrava.  O objetivo da comitiva real era buscar apoio político contra as Cortes Portuguesas e para debelar uma possível rebelião, que poderia emergir da instalação de uma junta de Governo Provisório em Vila Rica. 

## Edições

### 2016
A prova homenageou a obra Grande Sertão Veredas de João Guimarães Rosa. Cidades que hospedaram o evento: Curvelo, Monjolos e Presidente Juscelino. Todas em Minas Gerais.

### 2017
O roteiro seguiu o Caminho da Fé. Saída de Aparecida do Norte. Pernoite nas cidades de Itajubá e Três Corações. Chegada em Lavras.
Os competidores se dividiram em 12 categorias:
- Júnior
- Novato
- Feminina
- Dupla Estreantes e Dupla Graduados
- Over I (40 anos), Over II (45 anos), Over III (50 anos), Over IV (55 anos), Over V (60 anos)
- Sênior
- Master

### Rumo às Trilhas Altas - 2018
Foram 583 km divididos em quatro dias. Denominado de "Trilhas Altas da Mantiqueira", a prova saiu de Lavras e chegou a Itajubá passando por Itumirim, São Tomé das Letras e Lambari. Todas as cidades no estado de Minas Gerais.

## Campeões
Lista de vencedores na categoria MASTER
| Edição | Ano  | Trajeto                                 | Vencedores                          | Motocicleta       |
| ------ | ---- | --------------------------------------- | ----------------------------------- | ----------------- |
| 1ª     | 1983 | RJ - BH/MG                              | Roberto Márcio/Hélder Rabelo (MG)   | Yamaha DT 180     |
| 2ª     | 1984 | RJ - SP-BH                              | Jaider Siqueira/Ricardo Lima (MG)   | Yamaha DT180      |
| 3ª     | 1985 | SP - BH/MG                              | Érico Panisset/José A. Moreira (MG) | Yamaha DT 180     |
| 4ª     | 1986 | RJ - BH/MG                              | Érico Panisset (MG)                 | Yamaha DT 180     |
| 5ª     | 1987 | SP - BH/MG                              | Áureo Stradioto (MG)                | Yamaha DT 180     |
| 6ª     | 1988 | RJ - BH/MG                              | Romeu Valdão (MG)                   | Agrale EX 27.5    |
| 7ª     | 1989 | RJ - BH/MG                              | Romeu Valdão (MG)                   | Yamaha DT 180     |
| 8ª     | 1990 | BH - SP-BH                              | Áureo Stradioto (MG)                | Yamaha DT 180     |
| 9ª     | 1991 | RJ -BH/MG                               | Guilherme Campos (MG)               | Agrale EX 27.5    |
| 10ª    | 1992 | RJ - BH/MG                              | Bernardo Malheiros (MG)             | Agrale EX 27.5    |
| 11ª    | 1993 | RJ - BH/MG                              | Flávio Brigolini (MG)               | Suzuki RMX 250    |
| 12ª    | 1994 | RJ - BH/MG                              | Hugo Morato (MG)                    | Suzuki RMX 250    |
| 13ª    | 1995 | RJ - BH/MG                              | Guilherme Campos (MG)               | Suzuki RMX 250    |
| 14ª    | 1996 | RJ - BH/MG                              | Guilherme Campos (MG)               | Husqvarna WR 250  |
| 15ª    | 1997 | São Lourenço/MG - BH/MG                 | Adiron de Souza Lima (MG)           | Kawasaki KDX 250  |
| 16ª    | 1998 | São Lourenço/MG - BH/MG                 | Dário Schrull (SC)                  | Yamaha YZ 250     |
| 17ª    | 1999 | RJ - BH/MG                              | Dário Schrull (SC)                  | Yamaha YZ 250     |
| 18ª    | 2000 | RJ - BH/MG                              | Luiz Felipe Braga Bastos (MG)       | Gas Gas 250       |
| 19ª    | 2001 | Parati/RJ - BH/MG                       | Sandro Hoffman (ES)                 | XR 400            |
| 20ª    | 2002 | Ubatuba/SP - BH/MG                      | Guilherme Marchetti (MG)            | Honda XR 400      |
| 21ª    | 2003 | Rio das Ostras/RJ - Betim/MG            | Guilherme Marchetti (MG)            | Honda XR 400      |
| 22ª    | 2004 | BH - Rio das Ostras/RJ                  | Guilherme Marchetti (MG)            | Honda XR 400      |
| 23ª    | 2005 | Campos do Jordão/SP - BH/MG             | Guilherme Marchetti (MG)            | Honda XR 400      |
| 24ª    | 2006 | Parati/RJ - Ouro Preto/MG               | Sandro Hoffman (ES)                 | Honda Tornado 250 |
| 25ª    | 2007 | Itaipava/RJ - Mariana/MG                | Dário Júlio Lopes (MG)              | Honda CRF 230     |
| 26ª    | 2008 | Poços de Caldas/MG - Betim/MG           | Dário Júlio Lopes (MG)              | Honda CRF 230     |
| 27ª    | 2008 | Poços de Caldas/MG - Mogi das Cruzes/SP | Dário Júlio Lopes (MG)              | Honda CRF 230     |
| 28ª    | 2010 | Pouso Alegre/MG - Betim/MG              | Dário Júlio Lopes (MG)              | Honda CRF 230     |
| 29ª    | 2011 | BH - Mariana/MG                         | Mário Vigante (MG)                  | Yamaha WR 250     |
| 30ª    | 2012 | BH - Sabará/MG                          | Rodrigo Amaral (MG)                 | Honda CRF 250     |
| 31ª    | 2013 | Vitória/ES - Ouro Preto/MG              | Jomar Grecco (ES)                   | Sherco 300        |
| 32ª    | 2014 | Mariana/MG - Vitória/ES                 | Emerson Loth Bombadinho (PR)        | Sherco 300        |
| 33ª    | 2015 | Nova Lima/MG                            | Jomar Grecco (ES)                   | KTM 350 EXC       |
| 34ª    | 2016 | Curvelo/MG                              | Jomar Grecco (ES)                   | KTM 350 EXC       |
| 35ª    | 2017 | Aparecida/SP - Lavras/MG                | Jomar Grecco (ES)                   | KTM 350 EXC       |
| 36ª    | 2018 | Lavras/MG - Itajubá/MG                  | Jomar Grecco (ES)                   | Yamaha WR450F     |
| 37ª    | 2019 | Ubatuba/SP - Lavras/MG                  | Emerson Loth (PR)                   | KTM 350 EXC-F     |
| 38ª    | 2020 | Socorro/SP - Caxambu/MG                 | Emerson Loth (PR)                   | KTM               |
| 39ª    | 2021 | São Lourenço/MG - Socorro/SP            | Gabriel Martins(MG)                 | KTM EXC 300       |
| 40ª    | 2022 | Socorro/SP - São Lourenço/MG            | Emerson Loth(PR)                    | KTM 350 EXC-F     |
| 41ª    | 2023 | Paraty/RJ - Ouro Branco/MG              | Luciano Paiva Lulu (MG)             | Sherco SEF 300    |
| 42ª    | 2024 | Ouro Branco/MG - Baependi/MG            | Bruno Crivilin (ES)                 | Honda CRF 250 RX  |